# María Carlé
Cet article possède un paronyme, voir Carlé.
María Lourdes Carlé, née le 10 février 2000, à Daireaux en Argentine, est une joueuse argentine de tennis, professionnelle depuis 2017.

## Carrière professionnelle
María Carlé commence sa carrière sur le circuit ITF en 2017. Elle a remporté, à ce jour, 12 titres en simple et 5 en double.
Elle débute sur le circuit WTA en simple en 2022 lors du tournoi de Bogota.
Le 3 décembre 2023, elle dispute sa 1re finale de tournoi WTA 125 à Buenos Aires mais elle est battue par la Brésilienne Laura Pigossi,.
Elle remporte son 1er titre WTA 125 à La Bisbal en battant en finale l'Espagnole Rebeka Masarova.

## Palmarès

### Titre en double dames
Aucun

### Finale en double dames
| No | Date       | Nom et lieu du tournoi   | Catégorie | Dotation  | Surface      | Vainqueures                    | Partenaire     | Score    |          |
| -- | ---------- | ------------------------ | --------- | --------- | ------------ | ------------------------------ | -------------- | -------- | -------- |
| 1  | 14-07-2025 | UniCredit Iași Open Iași | WTA 250   | 275 094 $ | Terre (ext.) | Veronika Erjavec Panna Udvardy | Simona Waltert | 7-5, 6-3 | Parcours |

### Titre en simple en WTA 125
| No | Date       | Nom et lieu du tournoi                                    | Catégorie | Dotation  | Surface      | Finaliste       | Score         |          |
| -- | ---------- | --------------------------------------------------------- | --------- | --------- | ------------ | --------------- | ------------- | -------- |
| 1  | 01-04-2024 | Open Internacional Femeni Solgironès, La Bisbal d'Empordà | WTA 125   | 115 000 $ | Terre (ext.) | Rebeka Masarova | 3-6, 6-1, 6-2 | Parcours |

### Finales en simple en WTA 125
| No | Date       | Nom et lieu du tournoi       | Catégorie | Dotation  | Surface      | Vainqueure      | Score         |          |
| -- | ---------- | ---------------------------- | --------- | --------- | ------------ | --------------- | ------------- | -------- |
| 1  | 27-11-2023 | Argentina Open, Buenos Aires | WTA 125   | 115 000 $ | Terre (ext.) | Laura Pigossi   | 6-3, 6-2      | Parcours |
| 2  | 18-11-2024 | LP Open by IND, Colina       | WTA 125   | 115 000 $ | Terre (ext.) | Nina Stojanović | 3-6, 6-4, 6-4 | Parcours |

### Titres en double en WTA 125
| No | Date       | Nom et lieu du tournoi          | Catégorie | Dotation  | Surface      | Partenaire          | Finalistes                       | Score            |          |
| -- | ---------- | ------------------------------- | --------- | --------- | ------------ | ------------------- | -------------------------------- | ---------------- | -------- |
| 1  | 27-11-2023 | Argentina Open Buenos Aires     | WTA 125   | 115 000 $ | Terre (ext.) | Déspina Papamichaíl | M.P. Pérez García Sofia Sewing   | 6-3, 4-6, [11-9] | Parcours |
| 2  | 04-12-2023 | Montevideo Open Montevideo      | WTA 125   | 115 000 $ | Terre (ext.) | Julia Riera         | Freya Christie Yuliana Lizarazo  | 7-6, 7-5         | Parcours |
| 3  | 24-03-2025 | Megasaray Hotels Open 2 Antalya | WTA 125   | 115 000 $ | Terre (ext.) | Simona Waltert      | Maja Chwalińska Anastasia Dețiuc | 3-6, 7-5, [10-3] | Parcours |

### Finales en double en WTA 125
| No | Date       | Nom et lieu du tournoi        | Catégorie | Dotation  | Surface      | Vainqueures                          | Partenaire          | Score            |          |
| -- | ---------- | ----------------------------- | --------- | --------- | ------------ | ------------------------------------ | ------------------- | ---------------- | -------- |
| 1  | 01-11-2021 | Argentina Open Buenos Aires   | WTA 125   | 115 000 $ | Terre (ext.) | Irina Bara Ekaterine Gorgodze        | Déspina Papamichaíl | 5-7, 7-5, [10-4] | Parcours |
| 2  | 08-07-2024 | Nordea Open Båstad            | WTA 125   | 115 000 $ | Terre (ext.) | Peangtarn Plipuech Tsao Chia-yi      | Julia Riera         | 7-5, 6-3         | Parcours |
| 3  | 02-09-2024 | Montreux Nestlé Open Montreux | WTA 125   | 115 000 $ | Terre (ext.) | Quinn Gleason Ingrid Gamarra Martins | Simona Waltert      | 6-3, 4-6, [10-7] | Parcours |

## Parcours en Grand Chelem

### Simples dames
| Année | Open d'Australie | Open d'Australie | Internationaux de France | Internationaux de France | Wimbledon       | Wimbledon        | US Open         | US Open             |
| ----- | ---------------- | ---------------- | ------------------------ | ------------------------ | --------------- | ---------------- | --------------- | ------------------- |
| 2022  | —                | —                | —                        | —                        | Q3              | Mirjam Björklund | Q2              | Cristina Bucșa      |
| 2023  | Q1               | Robin Montgomery | Q2                       | Jaimee Fourlis           | Q2              | Bai Zhuoxuan     | Q1              | Viktória Hrunčáková |
| 2024  | —                | —                | 1er tour (1/64)          | Elise Mertens            | 1er tour (1/64) | Katie Volynets   | 1er tour (1/64) | Elina Svitolina     |
| 2025  | 1er tour (1/64)  | Amanda Anisimova | 1er tour (1/64)          | Ann Li                   | Q1              | Joanna Garland   | Q1              | Carol Zhao          |

N.B. : à droite du résultat se trouve le nom de l'ultime adversaire.

### En double dames
| Année | Open d'Australie | Open d'Australie | Internationaux de France                                                                | Internationaux de France | Wimbledon | Wimbledon | US Open | US Open |
| ----- | ---------------- | ---------------- | --------------------------------------------------------------------------------------- | ------------------------ | --------- | --------- | ------- | ------- |
| 2024  | —                | —                | 1er tour (1/32) D. Parry \|\| style="text-align:left;" \| M. Bouzková S. Sorribes Tormo | —                        | —         | —         | —       |         |

N.B. : le nom de la partenaire se trouve sous le résultat ; les noms des ultimes adversaires se trouvent à droite.

## Parcours en WTA 1000
Les tournois WTA « Premier Mandatory » et « Premier 5 » (entre 2009 et 2020) et WTA 1000 (à partir de 2021) constituent les catégories d'épreuves les plus prestigieuses, après les quatre levées du Grand Chelem. 

De 2009 à 2023, les tournois Premier Mandatory (dits tournois WTA 1000 obligatoires entre 2021 et 2023) regroupent Indian Wells, Miami, Madrid et Pékin, les autres constituant les tournois Premier 5 (tournois WTA 1000 non-obligatoires). À partir de 2024, le nombre de tournois WTA 1000 passe à 10 par saison (fin de l’alternance Doha / Dubaï), ces derniers devenant tous obligatoires et offrant tous 1000 points à la vainqueure (contre 900 points précédemment pour les tournois Premier 5).

### En simple dames
| Année |       |              |       |                              |                                |                             |                              |       |       |       |  |  |
| Doha  | Dubaï | Indian Wells | Miami | Madrid                       | Rome                           | Canada                      | Cincinnati                   | Pékin | Wuhan | Wuhan |  |  |
| Doha  | Dubaï | Indian Wells | Miami | Madrid                       | Rome                           | Canada                      | Cincinnati                   | Pékin | Wuhan | Wuhan |  |  |
| Doha  | Dubaï | Indian Wells | Miami | Madrid                       | Rome                           | Canada                      | Cincinnati                   | Pékin | Wuhan | Wuhan |  |  |
| 2024  |       |              |       |                              | 1er tour (1/64) B. Fruhvirtová | 3e tour (1/16) J. Ostapenko | 1er tour (1/64) L. Siegemund |       |       |       |  |  |
| 2025  |       |              |       | 1er tour (1/64) K. Siniaková |                                | 2e tour (1/32) L. Nosková   |                              |       |       |       |  |  |

Sous le résultat, l’ultime adversaire.
1. 1 2   Les tournois de Doha et Dubaï alternent le statut de tournoi WTA 1000 (ex Premier 5) entre 2009 et 2023 : les trois premières éditions ont lieu à Dubaï, les trois suivantes à Doha, puis Dubaï accueille le tournoi de cette catégorie les années impaires et Dubaï les années paires. De 2011 à 2023, la ville qui n’accueille pas de WTA 1000 organise à la place un tournoi WTA 500 (ex Premier).
2. 1 2 3 4 5 6   L’ordre de déroulement des tournois a évolué depuis 2009 : Rome se dispute avant Madrid et Cincinnati avant Montréal/Toronto jusqu’en 2010, tandis que Tokyo (2009-2013)-Wuhan (2014-2019, 2024-)-Guadalajara (2022-2023) ont lieu avant Pékin jusqu’en 2023.

## Parcours aux Jeux olympiques

### En simple dames
| # | Date       | Nom de l'olympiade         | Surface             | Résultat       | Ultime adversaire | Score    |          |
| - | ---------- | -------------------------- | ------------------- | -------------- | ----------------- | -------- | -------- |
| 1 | 27/07/2024 | Olympic Tennis Event Paris | Terre battue (ext.) | 2e tour (1/16) | Coco Gauff        | 6-1, 6-1 | Parcours |

### En double dames
| # | Date       | Nom de l'olympiade         | Surface             | Résultat      | Partenaire      | Ultimes adversaires                | Score    |          |
| - | ---------- | -------------------------- | ------------------- | ------------- | --------------- | ---------------------------------- | -------- | -------- |
| 1 | 31/07/2024 | Olympic Tennis Event Paris | Terre battue (ext.) | 2e tour (1/8) | Nadia Podoroska | Cristina Bucșa Sara Sorribes Tormo | 6-3, 6-4 | Parcours |

## Classements WTA en fin de saison
| Année          | 2017 | 2018 | 2019 | 2020 | 2021 | 2022 | 2023 | 2024 |
| Rang en simple | 727  | 865  | 639  | 440  | 262  | 161  | 153  | 95   |
| Rang en double | 1080 | –    | 815  | 644  | 225  | 175  | 460  | 124  |

Source : (en) Classements de María Carlé sur le site officiel de la Fédération internationale de tennis